# 48 (tal)
48 (fyrtioåtta) är det naturliga talet som följer 47 och som följs av 49.

## Inom matematiken
- 48 är ett jämnt tal.
- 48 är ett ymnigt tal
- 48 är ett mycket ymnigt tal
- 48 är ett superymnigt tal
- 48 är ett heptadekagontal
- 48 är ett ikosaedertal
- 48 är ett Harshadtal
- 48 är ett Ulamtal
- 48 är ett Praktiskt tal.

## Inom vetenskapen
- Kadmium, atomnummer 48
- 48 Doris, en asteroid
- M48, öppen stjärnhop i Vattenormen, Messiers katalog